# Снайдер, Дилан Райли
Дилан Райли Снайдер (англ. Dylan Riley Snyder; род. 24 января 1997) — американский актёр, певец, танцор и фотомодель. Наиболее известен как исполнитель роли Милтона Крапника в сериале «В ударе».

## Биография
Дилан Райли Снайдер родился в семье Эшли и Леса Снайдеров. У него есть старшая сестра Кэссиди, которая принимала участие в любительском театре, а Дилан часто посещал её театральные репетиции. В возрасте пяти лет Дилан попался на глаза режиссёру и получил роль малыша Тимми в спектакле «Рождественская история».
В 2003 году семья Снайдера переехала в Петал, Миссисипи, где Дилан выступал с хором мальчиков. Когда Дилану исполнилось 9 лет, он вместе с матерью уехал в Нью-Йорк, где ходил на прослушивания и получил свою первую крупную роль в бродвейском мюзикле «Тарзан». В 2009 году Снайдер дебютировал в кино, исполнив роль Тимми Мейплвуда в чёрной комедии «Жизнь в военные времена».
В 2011—2015 годах Дилан играл одну из главных ролей в телесериале канала Disney XD «В ударе». До получения роли он никогда не сталкивался с боевыми искусствами, но занятия танцами помогли ему исполнить роль.

## Личная жизнь
В декабре 2014 года Снайдер начал встречаться с актрисой Эллисон Эшли Арм, известной по роли Зоры в телесериале «Дайте Санни шанс» и «Как попало!». 1 января 2019 года пара обручилась, а 19 сентября 2019 года состоялась их свадьба.

## Фильмография
| Год       |     | Русское название        | Оригинальное название  | Роль           |
| --------- | --- | ----------------------- | ---------------------- | -------------- |
| 2009      | кор | —                       | Valley of the Moon     | Лео            |
| 2009      | ф   | Жизнь в военные времена | Life During Wartime    | Тимми Мейплвуд |
| 2011—2015 | с   | В ударе                 | Kickin’ It             | Милтон Крапник |
| 2013      | с   | Американская семейка    | Modern Family          | Нил            |
| 2015—2020 | с   | —                       | Astrid Clover          | Бум Гай        |
| 2016      | ф   | Беременный              | Mamaboy                | Милтон         |
| 2016      | кор | —                       | Lockdown               | Джулиан        |
| 2017      | кор | —                       | Rekindled              | Эрик           |
| 2017      | с   | —                       | WTH: Welcome to Howler | Финн           |
| 2017      | с   | Лучше звоните Солу      | Better Call Saul       | юный Скив      |
| 2017      | кор | —                       | The Plague             | Джулиан        |
| 2017      | ф   | Банда четырёх           | Flock of Four          | Луи Уолш       |
| 2019      | кор | —                       | Hit It and Quit It     | Дэвид          |
| 2019      | с   | Уилл и Грейс            | Will & Grace           | диджей         |